# Oleg Sergueïev
Pour les articles homonymes, voir Sergueïev.
Oleg Viatcheslavovitch Sergueïev (en russe : Олег Вячеславович Сергеев) est un footballeur international puis entraîneur soviétique et russe né le 29 mars 1968 à Moscou. Il est l'actuel entraîneur du Saliout Belgorod.

## Biographie

### Carrière de joueur
Natif de Volgograd, c'est dans cette même ville que Sergueïev effectue sa formation, intégrant à partir de 1985 l'équipe première du club local du Rotor qui évolue alors en deuxième division soviétique. Il y passe quatre saisons, disputant 87 rencontres pour 17 buts marqués avant d'être recruté en 1989 par le CSKA Moscou, qui évolue lui aussi au deuxième échelon. Inscrivant sept buts en 31 matchs de championnat pour sa première saison, il contribue à la première place de l'équipe qui est promue en première division à l'issue de l'exercice 1989.
Conservant une place de titulaire régulier, il prend part aux bonnes performances du CSKA lors des dernières années du championnat soviétique, terminant vice-champion en 1990 avant de remporter le doublé Coupe-Championnat dès l'année suivante. Cela lui permet également de découvrir les compétitions continentales, où il dispute trois rencontres de Coupe des coupes et dix matchs de Ligue des champions entre 1991 et 1994, inscrivant deux buts dans chaque compétition. Il joue en tout 193 matchs sous les couleurs du club et marque 55 buts entre 1989 et 1996, cette période étant entrecoupée d'un bref prêt en Arabie saoudite à l'Ittihad FC en début d'année 1995.
Quittant le CSKA en début d'année 1996, Sergueïev rejoint dans la foulée le Spartak-Alania Vladikavkaz, champion de Russie en titre, pour qui il dispute 18 rencontres, dont quatre en Ligue des champions puis en Coupe UEFA, pour trois buts marqués. Les années qui suivent le voit effectuer de bref passages entre la première et la deuxième division, passant au Dynamo Moscou, au Metallourg Lipetsk puis au Lokomotiv Moscou avant de rejoindre en 1999 le Torpedo-ZIL Moscou où il joue deux saisons avant de s'en aller après la promotion de l'équipe à l'issue de l'exercice 2000.
Il effectue par la suite une saison au Baltika Kaliningrad en 2001, qui se conclut par la relégation de l'équipe, avant d'effectuer un bref passage à l'échelon amateur avec le Presnia Moscou en quatrième division. Recruté par le Saliout-Energia Belgorod à l'été 2002, Sergueïev passe deux saisons et demie au troisième échelon avant de mettre un terme définitif à sa carrière en fin d'année 2004, à l'âge de 36 ans.

### Carrière internationale
Sélectionné de 1991 à 1993, Sergueïev porte durant ces années le maillot de trois sélections différentes. Il dispute sa première rencontre internationale le 23 mai 1991 face à l'Argentine avec l'Union soviétique avant d'être sélectionné deux autres fois au cours du mois de juin 1991. Après la disparition de la sélection soviétique, il intègre en 1992 l'équipe de la Communauté des État indépendants d'Anatoli Bychovets pour qui il dispute quatre matchs amicaux, inscrivant un but face aux États-Unis le 2 février, mais n'est pas appelé pour disputer l'Euro 1992. Cette sélection disparaît elle aussi au mois de juin 1992 et Sergueïev est appelé en début d'année 1993 au sein de la sélection de Russie par Pavel Sadyrine et y joue trois autres rencontres amicales, marquant son deuxième et dernier but international, une nouvelle fois contre les États-Unis, le 13 février 1993. Il dispute ainsi un total de dix rencontres internationales, toutes amicales, pour deux buts marqués.

### Carrière d'entraîneur
Peu après la fin de sa carrière, Sergueïev est intégré au sein de l'encadrement technique du Saliout-Energia en 2005 en tant qu'entraîneur adjoint. Après une année au club, il s'en va occuper un poste similaire au SKA Rostov en 2006 puis dans l'équipe amateur du Nika Krasny Souline lors de la saison 2007. C'est dans ce dernier club qu'il connaît sa première expérience d'entraîneur principal, étant nommé à la tête de l'équipe première pour l'exercice 2008 qui voit le club faire un bref passage dans le monde professionnel en troisième division, dont il finit onzième du groupe Sud avant de revenir à l'amateurisme, Sergueïev quittant son poste dans la foulée.
Reprenant un rôle d'adjoint, il rejoint en 2009 l'Avangard Koursk où il devient adjoint de Valeri Iesipov, avant de devenir brièvement entraîneur principal par intérim après le limogeage de ce dernier aux mois d'août et septembre 2010, quittant définitivement le club à l'issue de cette période. Après un retour au Saliout durant la période 2011-2012, il signe avec le Lokomotiv-2 Moscou pour l'exercice 2013 avant de connaître une première expérience à l'étranger dans le club macédonien du Vardar Skopje entre février 2014 et juillet 2015 en tant qu'adjoint de Sergueï Andreïev. Il fait son retour en Russie au mois de juin 2017, où il redevient l'adjoint de Valeri Iesipov, cette fois au Rotor Volgograd. Cela n'est cependant que d'assez courte durée, Iesipov et son staff étant renvoyés dès le mois d'octobre suivant. Il effectue ensuite un autre bref passage au FK Khimki entre février et juin 2018 sous les ordres de Iouri Krasnojan.
Sergueïev effectue un troisième passage au Saliout Belgorod au mois de janvier 2019, où il devient cette fois entraîneur principal de l'équipe pendant tout juste un an avant de s'en aller au Dinamo Briansk où il est nommé coordinateur dans les équipes de jeunes. Il occupe cette fonction pendant huit mois avant de faire son retour à Belgorod entre août 2020 et la fin du mois de mars 2021, date de sa démission pour des raisons familiales.

## Statistiques de joueur
| Saison                | Club                       | Championnat           | Championnat | Championnat | Coupe(s) nationale(s) | Coupe(s) nationale(s) | Compétition(s) continentale(s) | Compétition(s) continentale(s) | Compétition(s) continentale(s) | Total | Total |
| Saison                | Club                       | Division              | M.          | B.          | M.                    | B.                    | Comp.                          | M.                             | B.                             | M.    | B.    |
| 1985                  | Rotor Volgograd            | D2                    | 1           | 0           | -                     | -                     | -                              | -                              | -                              | 1     | 0     |
| 1986                  | Rotor Volgograd            | D2                    | 12          | 0           | 1                     | 0                     | -                              | -                              | -                              | 13    | 0     |
| 1987                  | Rotor Volgograd            | D2                    | 30          | 1           | 3                     | 1                     | -                              | -                              | -                              | 33    | 2     |
| 1988                  | Rotor Volgograd            | D2                    | 38          | 15          | 2                     | 0                     | -                              | -                              | -                              | 40    | 15    |
| Sous-total            | Sous-total                 | Sous-total            | 81          | 16          | 6                     | 1                     | -                              | -                              | -                              | 87    | 17    |
| 1989                  | CSKA Moscou                | D2                    | 31          | 7           | 4                     | 1                     | -                              | -                              | -                              | 35    | 8     |
| 1990                  | CSKA Moscou                | D1                    | 24          | 6           | 5                     | 1                     | -                              | -                              | -                              | 29    | 7     |
| 1991                  | CSKA Moscou                | D1                    | 30          | 9           | 6                     | 4                     | C2                             | 2                              | 1                              | 38    | 14    |
| 1992                  | CSKA Moscou                | D1                    | 16          | 8           | 3                     | 0                     | C1                             | 6                              | 1                              | 25    | 9     |
| 1993                  | CSKA Moscou                | D1                    | 31          | 8           | 4                     | 0                     | C1                             | 4                              | 1                              | 39    | 9     |
| 1994                  | CSKA Moscou                | D1                    | 19          | 5           | 3                     | 2                     | C2                             | 1                              | 1                              | 23    | 8     |
| 1996                  | CSKA Moscou                | D1                    | 3           | 0           | 1                     | 0                     | -                              | -                              | -                              | 4     | 0     |
| Sous-total            | Sous-total                 | Sous-total            | 154         | 43          | 26                    | 8                     | -                              | 13                             | 4                              | 193   | 55    |
| 1996                  | Spartak-Alania Vladikavkaz | D1                    | 13          | 2           | 1                     | 1                     | C1+C3                          | 2+2                            | 0                              | 18    | 3     |
| 1997                  | Dynamo Moscou              | D1                    | 1           | 0           | 2                     | 0                     | -                              | -                              | -                              | 3     | 0     |
| 1998                  | Metallourg Lipetsk         | D2                    | 19          | 6           | 2                     | 2                     | -                              | -                              | -                              | 21    | 8     |
| 1998                  | Lokomotiv Moscou           | D1                    | 1           | 0           | -                     | -                     | -                              | -                              | -                              | 1     | 0     |
| 1999                  | Torpedo-ZIL Moscou         | D2                    | 23          | 10          | 1                     | 0                     | -                              | -                              | -                              | 24    | 10    |
| 2000                  | Torpedo-ZIL Moscou         | D2                    | 16          | 2           | -                     | -                     | -                              | -                              | -                              | 16    | 2     |
| 2001                  | Baltika Kaliningrad        | D2                    | 22          | 7           | 1                     | 0                     | -                              | -                              | -                              | 23    | 7     |
| Sous-total            | Sous-total                 | Sous-total            | 103         | 29          | 7                     | 3                     | -                              | 4                              | 0                              | 114   | 32    |
| 2002                  | Saliout-Energia Belgorod   | D3                    | 21          | 4           | -                     | -                     | -                              | -                              | -                              | 21    | 4     |
| 2003                  | Saliout-Energia Belgorod   | D3                    | 26          | 2           | 1                     | 0                     | -                              | -                              | -                              | 27    | 2     |
| 2004                  | Saliout-Energia Belgorod   | D3                    | 16          | 3           | -                     | -                     | -                              | -                              | -                              | 16    | 3     |
| Sous-total            | Sous-total                 | Sous-total            | 63          | 9           | 1                     | 0                     | -                              | -                              | -                              | 64    | 9     |
| Total sur la carrière | Total sur la carrière      | Total sur la carrière | 401         | 97          | 40                    | 12                    | -                              | 17                             | 4                              | 458   | 113   |

## Palmarès
CSKA Moscou
- Champion d'Union soviétique en 1991.
- Vainqueur de la Coupe d'Union soviétique en 1991.
- Champion d'Union soviétique de deuxième division en 1989.